# Едуин Макмилан
Едуин Матисън Макмилан (на английски: Edwin Mattison McMillan) е американски физик, носител на Нобелова награда за химия за 1951 г., заедно с Глен Сиборг, „за техните открития в областта на химията на трансурановите елементи“. Той е първия човек, получил трансуранов елемент – нептуний.
Той е възпитаник на Калифорнийския технологичен институт, но защитава докторската си степен в Принстънския университет през 1933 г., след което се започва работа в Националната лаборатория „Лорънс“ в Бъркли, където открива кислород-15 и берилий-10. През Втората световна война работи върху микровълновия радар и сонара. През 1942 г. се присъединява към проекта Манхатън, целящ създаването на атомна бомба и спомага основаването на Лосаламоската национална лаборатория, където се проектира бомбата. Води екипите, работещи върху проекта на ядрено оръжие от оръдеен тип и също участва в разработката на ядрено оръжие, използващо имплозия. Макмилан е съизобретател на синхротрона заедно с Владимир Векслер.

## Произход и образование (1907 – 1933)
Роден е на 18 септември 1907 г. в Редондо Бийч, Калифорния. Той е син на Едуин Харбо Макмилан и Ана Мари Макмилан. Има по-малка сестра, Катрин Хелън, майка на физика Джон Клаузър. Баща му е лекар, каквито са и братът близнак на баща му и трима от братята на майка му. През октомври 1908 г. семейството се премества в Пасадина, където той ходи на основно училище от 1913 до 1918 г. Средното си образование завършва през 1924 г.
Калифорнийският технологичен институт (Калтек) е на около километър от дома му, затова той ходи на някои от публичните лекции там. Макмилан е приет в Калтек през 1924 г. Работи по проект с Лайнъс Полинг и получава бакалавърска степен през 1928 г., а магистърска през следващата година, след като пише дипломна работа по определянето на съдържанието на радий в скалите. След това защитава докторската си степен в Принстънския университет през 1933 г., след дисертация на тема „Отклоняване на лъча HCl молекули в нехомогенно електрично поле“ под менторството на Едуард Кондон.

## Научна дейност (1933 – 1946)

### Лаборатория „Лорънс“ в Бъркли
През 1932 г. Макмилан е награден със стипендия от Националния изследователски съвет, която му позволява да посещава университет по свой избор за следдипломно обучение. След като получава докторска степен, той приема предложение на Ърнест Лорънс за работа в Националната лаборатория „Лорънс“ в Бъркли към Калифорнийския университет, Бъркли, която Лорънс е основава предната година. Първоначалната работа на Макмилан включва опити за измерване на магнитния момент на протона, но Ото Щерн и Имануел Естерман успяват да го измерят първи.
Основният фокус на лабораторията по това време е разработването на циклотрон и Макмилан, който е назначен като преподавател в Бъркли през 1935 г., скоро започва работа по тази инициатива. Неговите умения с инструментите излизат на преден план и той допринася с подобрения по циклотрона. В частност, той помага за разработването на шайба за настройване на циклотрона така, че да произвежда хомогенно магнитно поле. Работейки с Милтън Стенли Ливингстън, той открива кислород-15 – изотоп на кислорода, който излъчва позитрони. За да го получат, те бомбардират азотен газ с деутерий. Добавят се водород и кислород, за да се получи вода, като след това се събира чрез хигроскопичен калциев хлорид. Намерена е радиоактивност концентрирана в него, доказвайки, че тя идва от кислорода. След това се изследва абсорбирането на гама-лъчи, произведени чрез бомбардирането на флуор с протони.
През 1935 г. Макмилан, Лорънс и Робърт Торнтън провеждат опити с циклотрон и лъчи от деутерий, които довеждат до редица неочаквани резултати. Деутерият се съединява с целевите ядра, трансформирайки мишената в по-тежък изотоп, след като излъчва протон. Техните експерименти показват, че ядрено взаимодействие при по-ниски енергии, отколкото се очаква от простите изчисления на Кулоновата бариера между деутерия и целевото ядро. Феноменът в крайна сметка е обяснен от Робърт Опенхаймер и Мелба Филипс.
Макмилан става асистент през 1936 и доцент през 1941 г. Заедно със Самюел Рубен, той открива изотопа берилий-10 през 1940 г. Той се оказва интересен, но и труден за изолиране, поради изключително дългия му период на полуразпад (1,39 милиона години).

### Откриване на нептуний
След откриването на ядреното делене в уран от Ото Хан и Фриц Щрасман през 1939 г., Макмилан започва да експериментира с уран. Той го бомбардира с неутрони, получени чрез лабораторния 94-сантиметров циклотрон чрез бомбардиране на берилий с деутерий. Освен продуктите на ядрено делене, докладвани от Хан и Щрасман, той засича и два необичайни радиоактивни изотопа – единият с период на полуразпад от 2,3 дни, а другият – 23 минути. Макмилан идентифицира краткотрайния изотоп като уран-239, който вече е установен от Хан и Щрасман. Макмилан започва да подозира, че другият изотоп е а нов, все още неоткрит химичен елемент, с атомно число 93.
По това време се смята, че елементът с номер 93 ще има сходна химия като рения, така че Макмилан започва да работи с Емилио Сегре, който е експерт по този елемент. Двамата учени започват да работят, използвайки преобладаващата теория, но Сегре бързо определя, че екземплярът на Макмилан съвсем няма общи черти с рения. Когато реагира флуороводород със силен окислител, новият елемент има поведение като на редкоземен елемент. Тъй като тези елементи представляват голям процент от продуктите на ядрено делене, Сегре и Макмилан решават, че периодът на полуразпад трябва да се дължи на просто поредния вторичен продукт.
Макмилан осъзнава, че работата му през 1939 г. със Сегре не е успяла да тества химичните реакции на радиоактивния източник с достатъчна взискателност. В хода на нов експеримент, Макмилан опитва да подложи неизвестното вещество на флуороводород при наличието на редуктор – нещо, което не е направил последния път. Тази реакция води до преципитация с флуороводорода, което категорично отхвърля възможността неизвестното вещество да е редкоземен елемент. През май 1940 г. Филип Абелсон от института Карнеги във Вашингтон, който независимо се опитват да изолира изотопа с 2,3-дневен период на полуразпад, посещава Бъркли като кратка ваканция и двамата с Макмилан започват да си сътрудничат. Абелсон наблюдава изотопа, чиято химия не прилича на никой познат елемент, но все пак има повече сходни черти с урана, отколкото с редкоземен елемент. Това позволява източникът да бъде изолиран и през 1945 г. води до класификацията на актинидите. Като последен опит, Макмилан и Абелсон подготвят много по-голям образец бомбардиран уран, чрез който успяват да достигнат следната реакция:
{\displaystyle {\ce {{}^{238}_{92}U + {}^{1}_{0}n ->{}^{239}_{92}U ->[\beta^-][23\ {\ce {min}}] {\overset {neptunium}{^{239}_{93}Np}}->[\beta^-][2.355\ {\ce {days}}] {}^{239}_{94}Pu}}}
Това доказва, че неизвестният радиоактивен източник произлиза от разпадането на уран и, в комбинация с предишните наблюдение, че източникът химически е различен от всички познати елементи, доказва без съмнение, че е открит нов елемент. Макмилан и Абелсон публикуват резултатите си в статия, озаглавена Радиоактивен елемент 93 в списанието Physical Review на 27 май 1940 г. Те не предлагат име за новия елемент в статията, но скоро решават да го нарекат „нептуний“, понеже уранът е кръстен на планетата Уран, а Нептун е следващата планета. По това време Макмилан внезапно заминава, оставяйки Глен Сиборг да работи по новия елемент, което в крайна сметка води до откриването на втори трансуранов елемент – плутоний. През 1951 г. Макмилан споделя Нобелова награда за химия със Сиборг „за откритието в химията на трансурановите елементи“.

### Втора световна война

#### Радиационна лаборатория в MIT, Кеймбридж
Внезапното заминаване на Макмилан е предизвикано от Втората световна война, която се води в Европа. През 1940 г. той работи в радиационната лаборатория към Масачузетския технологичен институт (MIT) в Кеймбридж, Масачузетс, където участва в разработването и тестването на въздушен микровълнов радар. Той провежда изпитания през април 1941 г., докато радарът работи в стар бомбардировач Douglas B-18 Bolo. Прелитайки над военноморската база за подводници Ню Лондон заедно с Луис Алварес и Хю Даудинг, те показват, че радарът е способен да засича бойната рубка на частично потопена подводница.
На 7 юни 1941 г. Макмилан се жени за Елси Уолфорд Блумър в Ню Хейвън, Кънектикът. Баща ѝ, Джордж Блумър, е почетен декан в Йейлското училище по медицина. Двойката има три деца: Ан Брадфорд, Дейвид Матисон и Стивън Уолкър.

#### Военноморска радио и звукова лаборатория
Макмилан се присъединява към Военноморската радио и звукова лаборатория до Сан Диего през август 1941 г. Там той работи върху устройство, наречено полископ. Идеята, която е на Лорънс, е да се използва сонар, за да се състави изображение на околните води. Това се оказва далеч по-трудна задача, отколкото да се използва радар за целта, тъй като обектите във водата и измененията на водната температура предизвикват изменение в скоростта на звука. Полископът се оказва непрактичен и е изоставен. Все пак, Макмилан успява да разработи сонарно устройство за обучение на подводничари, за което получава патент.

#### Проект „Манхатън“
Опенхаймер вербува Макмилан за проекта Манхатън, който цели създаването на атомна бомба, през септември 1942 г. Първоначално той пътува между Сан Диего и Бъркли. През ноември той придружава Опенхаймер до Ню Мексико, където е избрано място за лабораторията за изследване на ядрени оръжия, по-късно станала известна като Лосаламоска национална лаборатория. Заедно с Опенхаймер и Джон Манли той съставя спецификациите за технологичните сгради на новата лаборатория. Той набира персонал за лабораторията, сред които са Ричард Файнман и Робърт Ратбун Уилсън, основава тестови район и претърсва страната за техническо оборудване от машинни инструменти до циклотрон.
Докато лабораторията придобива вид, Макмилан става заместник-ръководител на проекта за ядрено оръжие от оръдеен тип под ръководството на капитан Уилям Парсънс, който е артилерийски експерт. Плутониевото оръдие с кодово име „Слабака“ се нуждае от начална скорост на куршума поне 900 m/s, което те се надяват да постигнат с модифицирано военноморско 50-калиброво оръдие. Алтернативата е да се построи ядрено оръжие, използващо имплозия. Макмилан първоначално проявява интерес към това, но резултатите от опитите не са особено обещаващи. Джон фон Нойман преглежда програмата за имплозия през септември 1943 г. и предлага радикално решение, включващо експлодиращи лещи. Това налага нуждата от експертиза по взривове и Макмилан подтиква Опенхаймер да включи и Георгий Кистяковски. Кистяковски се присъединява към лабораторията на 16 февруари 1944 г.
Макмилан науча обезпокоителни новини през април 1944 г. и заминава, за да се срещне със Сегре. Екипът на Сегре е тествал плутониеви екземпляри, добити в ядрените реактори на проекта Манхатън, и открива, че те съдържат плутоний-240 – изотоп, който предизвиква спонтанно ядрено делене, което би направило „Слабака“ непрактично оръжие. През юли 1944 г. Опенхаймер реорганизира лабораторията, за да положи всячески усилия за създаването на имплозионно устройство. Макмилан остава в ръководството на проекта за ядрено оръдие, което вече се използва само с уран-235. Впоследствие „Слабакът“ е заменен от „Малчугана“. На 16 юли 1945 г. Макмилан е поканен на опита Тринити, когато първата имплозионна бомба е успешно взривена.

#### „Синхротрон“
През юни 1945 г. фокусът на Макмилан започва да се измества отново към циклотроните. С времето те става все по-големи. Той измисля начин, по който да се ускоряват частици с по-малък разход на енергия – чрез изменяне на магнитното поле частиците могат да се накарат да се движат в стабилни орбити, като по този начин се постига по-голяма енергия със същата входна мощност. Нарича новия си дизайн „синхротрон“. Оказва се, че независимо от Макмилан принципът на синхротрона вече е бил измислен от Владимир Векслер, който е публикувал предложението си през 1944 г. Макмилан научава за постижението му едва през октомври 1945 г. Двамата започват кореспонденция и накрая стават приятели. През 1963 г. двамата споделят награда „Атоми за мир“ за изобретяването на синхротрона.

## По-късен живот (1946 – 1991)
Макмилан става пълноправен професор през 1946 г. През 1958 г. е назначен за заместник-директор на Националната лаборатория Лорънс. След смъртта на Ърнест Лорънс, Макмилан става неин директор и остава на тази позиция до пенсионирането си през 1973 г.
Макмилан е избран за член на Националната академия на науките на САЩ през 1947 г. и служи като неин ръководител от 1968 до 1971 г. След като се пенсионира от Бъркли през 1974 г., той отива да работи две години в ЦЕРН, където работи по измерването на магнитния момент на мюона. През 1990 г. е награден с Национален медал за наука.
Едуин Макмилан претърпява един от поредица инсулти през 1984 г. Умира в дома си в Ел Серито, Калифорния, от усложнения на диабет на 7 септември 1991 г.